# 2012年12月中國大陸

## 12月28日
- 媒体称山西亿万富翁卫宪法遭官员非法拘禁，期间亿元资产被0元转让。卫在旅馆开通微博诉苦，4天后在客房内神秘失踪。中华工商时报
- 28日凌晨，广西壮族自治区大化瑶族自治县七百弄乡发生一起特大交通事故，一辆面包车翻下数十米深山崖。事故造成10人死亡，其中5名为儿童，另10人受伤。事故面包车为自用车辆，车辆核载9人，实载20人，其中10名成年人、10名儿童。中国日报[]

## 12月27日
- 彭博新闻社揭秘中共八大元老的巨富后人。彭博新闻社此前因类似报道导致网站在中国被封锁。彭博（页面存档备份，存于）
- 四川省眉山市仁寿县境内国道213线1070km处，一客车与一货车相撞，造成5人当场死亡，有2名伤员在送医途中死亡，另有14人不同程度受伤。[1]

## 12月25日
- 中共中央军委发禁酒令后茅台市值一日蒸发125亿元人民币。今晚网
- 河北一男子驾驶运有煤气罐的轿车在校门前连撞23名学生后点火烧车，此人曾多次为其女儿上访。京华时报（页面存档备份，存于）
- 媒体称为确保北京人用水水质，河南淅川16.5万人移民。北京晨报
- 14时40分左右，山西省临汾市境内，中铁隧道集团二处有限公司在山西省中南铁路通道南吕梁山隧道一号斜井正洞右线开挖掌子面，由于现场补炮作业，在距离洞口约5000米的隧道中发生爆炸事故，爆炸威力相当于120公斤的炸药。事故造成8人死亡、5人受伤。中国日报[]

## 12月24日
- 中国拟实行在网络后台对用户身份进行“实名制”管理。新华网
  - 光明日报：网络立法依社情顺民意。新民网
- 上午9时左右，江西省贵溪市滨江乡洪塘村合盘石童家村小组发生一起幼儿园班车侧翻坠入水塘事故，该7座面包车上载有17人，致11名儿童死亡。新华网（页面存档备份，存于）

## 12月23日
- 新华社罕见地发布介绍新一届党的领导人习近平和李克强个人经历和家庭的报道及照片。新华网（页面存档备份，存于）

## 12月20日
- 官方媒体称“互联网管理亟须高等级立法（页面存档备份，存于）”，“网民需要他律”。

## 12月19日
- 河南省人民政治协商会议常务委员赵克罗，反对辖区内周口市政府推平全市人民祖坟，遭罢官并失去注册会计师执照，向中共河南省省委领导忏悔。新京报（页面存档备份，存于）
- “央企老板变省长”——前总理李鹏之子李小鹏担任山西省代省长。新华网（页面存档备份，存于）

## 12月18日
- 中央电视台借《名侦探柯南·贝克街的亡灵》讽日本政商世袭制：政治家的儿子长大依然是政治家。东方网（页面存档备份，存于）

## 12月14日
- 早上7时40分左右，河南省信阳市光山县文殊乡陈棚村完全小学发生校园惨案。36岁的闵拥军（光山县文殊乡邹棚村桃元组人），闯入距陈棚村完全小学仅数米之遥的独居老人向家英家，殴打向家英，并抢了一把菜刀，将反抗的老人砍成重伤。随后，闵拥军冲入小学，追逐砍杀校园内正在打扫卫生和准备上课的小学生。共造成23名学生受伤、1名84岁的老人重伤。凤凰网（页面存档备份，存于）

## 12月1日
- 北京市朝阳区法院否认此前媒体报道的，北京法院首次以‘非法拘禁罪’判决外地截访人员，将震慑北京黑监狱。人民网（页面存档备份，存于）

1. ↑  . 央视网. 2012-12-27  [2024-10-19]. （原始内容存档于2013-02-01） （中文（中国大陆））.